# Viermännerkommentar
Der Viermännerkommentar ist die moderne Bezeichnung eines vermutlich in frühbyzantinischer Zeit entstandenen, nicht erhaltenen Kommentars eines unbekannten Grammatikers zu Homers Ilias. 
Der Kommentar stellt – wie aus der gleichlautenden Subskription zu 22 Gesängen der Ilias in der Handschrift Venetus A hervorgeht – eine Kompilation aus folgenden Werken von vier bekannten antiken Homerexegeten dar:
- Eine Schrift des griechischen Gelehrten Didymos über die Homer-Kritik des Aristarchos von Samothrake
- Die Erklärungsschriften des griechischen Grammatikers Aristonikos von Alexandria über die von Aristarchos in dessen Homer-Ausgaben verwendeten textkritischen Zeichen
- Das Werk Prosodie der Ilias des griechischen Grammatikers Ailios Herodianos
- Das Werk Über die Interpunktion bei Homer des griechischen Grammatikers Nikanor aus Alexandria

Im Viermännerkommentar wurde die sachliche und sprachliche Exegese Homers erörtert, ferner die textkritischen Entscheidungen der alexandrinischen Grammatiker im Umfeld des Aristarchos. Er war die Hauptquelle für die sogenannten A-Scholien zur Ilias und wurde auch vom byzantinischen Gelehrten Eustathios von Thessalonike für seinen Homer-Kommentar sowie vom Etymologicum Genuinum für die auf den Homertext bezüglichen Erläuterungen herangezogen.